# Girls Wanna Have Fun

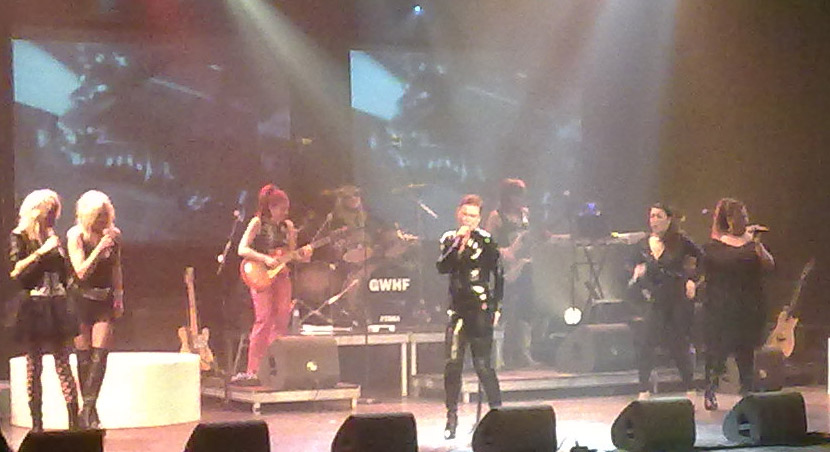
Girls Wanna Have Fun, Rijswijk, 2010

Girls Wanna Have Fun is een Nederlandse vrouwenband. De leden zijn solo bekend uit de Nederlandse pop- en rockscene. Girls Wanna Have Fun begon in 1990 als gelegenheidsband. De oprichter en artistiek leider van de band is Lies Schilp.

## Geschiedenis
Girls Wanna Have Fun toert langs de Nederlandse zalen, stond op muziekfestivals als Oerol en Dauwpop en trad op in het Vondelpark Openluchttheater. In 2003, 2006, 2008 en 2010 maakte de band theatertournees. 
Op 9 juli 2008 overleed Vera Springveer (Charles Lücker) aan de gevolgen van aids. Lücker heeft 13 jaar deel uitgemaakt van GWHF.
De band stopt in 2015. In april dat jaar is er een reeks afscheidsoptredens, waarvan de laatste in Paradiso in Amsterdam wordt gehouden.

## Bandleden
Girls Wanna Have Fun bestaat uit:
- Astrid Akse (gitaar)
- Inge Bonthond (zang) van Gruppo Sportivo, Bombitas, Herman Brood
- Tessa Boomkamp (drums, zang)
- Mandy Hopman (drums)
- Neel van der Elst (zang)
- Joyce Grimes (basgitaar)
- Manuëla Kemp (zang)
- Monique Klemann (zang), van Loïs Lane
- Suzanne Klemann (zang), idem
- Dalâl Marouf (gitaar)
- Lies Schilp (zang), van Gruppo Sportivo, Bombitas, Herman Brood
- Robbie Schmitz (zang)
- Frédérique Spigt (zang)
- Vera Springveer (zang)
- Marianne Stel (toetsen)
- Mieke Stemerdink (zang), van De Gigantjes
- Janice Williams (zang)

## Discografie

### Singles
- 2008 - The Earth and Fire medley (gratis bijlage bij het fotoboek)

### Dvd
- 2006 - The first official GWHF bootleg DVD